# UNIQue the RADIO
UNIQue the RADIO（ユニーク・ザ・レディオ）は、デジタルラジオ推進協会が放送し、文化放送とNACK5が編成を行っていた地上デジタル音声放送実用化試験局のサービス。東京地区9301ch。
2007年（平成19年）4月2日サービス開始、2009年（平成21年）10月4日サービス終了。

## 歴史
- 2003年（平成15年）10月10日 - 地上デジタル音声放送実用化試験の放送開始にともない、93チャンネルにて文化放送・FM NACK5・テレビ朝日の3社の制作で、DigiQ+N 93（デジキューン　ナインティスリー、後のデジタルラジオ推進協会 東京実用化試験局 93チャンネルとしての名称）のサービスを開始。
- 2007年（平成19年）4月2日 - ステーションネームをUNIQue the RADIOと変更。文化放送とNACK5が番組を提供する。先行して3月12日よりアニラジ枠をスタートしVoice of A&G Digital 超ラジ!の放送が始まった。
- 2007年（平成19年）9月3日 - アニラジ関連のコンテンツを、9302ch「超!A&G+」として独立。新サービスの名称は文化放送のアニラジ枠「A&Gゾーン」のキャッチフレーズ「超! A&G」より。UNIQue the RADIOは、World Music Stylesをキーワードとした編成に統一される。
- 2009年（平成21年）4月6日 - NACK5の制作枠縮小に伴い、文化放送制作枠が拡大。「アジアン!プラス」などの放送時間が変更された。
- 2009年（平成21年）10月4日 - 25時をもって放送終了し、サービス終了。

## 聴取方法
- 地上デジタル音声放送実用化試験放局 東京地区9301チャンネル
- インターネット
  - 公式サイトにてアンケートに答えることにより聴取できた。
  - kikeruツールバーでも視聴できた。
  - 2009年（平成21年）頃にDRMがかけられたため、Windows以外では聴取不可となった。

## 過去に放送されていた番組
2009年（平成21年）4月6日現在で放送されていた番組
月 - 金曜帯番組
- アジアン!プラス（6:00-8:00、リピート放送:各当日14:00-16:00、20:00-22:00&月曜分-水曜分:土曜日14:00-16:00、16:00-18:00、18:00-20:00、木曜分:日曜日14:00-16:00、金曜分:日曜日16:00-18:00）
- Live for Life（10:00-12:00、リピート放送:各当日22:00-24:00）

土曜日初回番組
- 鈴木Binのシネマンボ（22:00-23:00、リピート放送:日曜日9:00-10:00）番組進行役は文化放送の鈴木敏夫記者（報道部・国会担当）
- Listen UNIQue（23:00-24:00、リピート放送:日曜日深夜0:00-1:00）

それ以外の番組
- FrancAcTubes（月曜日8:00-10:00、リピート放送:当日16:00-18:00、深夜0:00-2:00、土曜日20:00-22:00、日曜日7:00-9:00）
- Cool Jammin（月曜日:12:00-14:00、リピート放送:当日18:00-20:00、土曜日6:00-8:00）
- radio intoxicate（火曜日8:00-10:00、リピート放送:当日16:00-18:00、深夜0:00-2:00、土曜日8:00-10:00、日曜日22:00-24:00）
- 中島ノブユキ sinfonia（火曜日:12:00-14:00、リピート放送:当日18:00-20:00、日曜日20:00-22:00）
- Orient Express（水曜日8:00-10:00、リピート放送:当日16:00-18:00、深夜0:00-2:00、日曜日12:00-14:00）

→ 番組終了後文化放送にて10月10日より「五感インド」の新番組へ企画コンセプトを移行。
- 333DISCS 憩いのひととき（水曜日12:00-14:00、リピート放送:当日18:00-20:00、土曜日12:00-14:00）
- RED HOT NAVI（木曜日8:00-10:00、リピート放送:当日16:00-18:00、土曜日10:00-12:00）
- Bar Bossa（木曜日12:00-14:00、リピート放送:当日18:00-20:00、土曜日深夜0:00-2:00）
- kikyu sky station（金曜日8:00-10:00、リピート放送:当日16:00-18:00、深夜0:00-2:00、日曜日18:00-20:00）
- ヤマモト世界旅行社（金曜日12:00-14:00、リピート放送:当日18:00-20:00、日曜日10:00-12:00）

2007年（平成19年）3月12日-2009年（平成21年）4月5日まで放送されていた番組
2007年（平成19年）9月3日以降、超!A&G+へ移動した番組
- 喜多村英梨の超ラジ!（その後、2010年（平成22年）9月27日で終了。）
- 柿原徹也の超ラジ!（その後2007年（平成19年）9月25日で終了。）
- 飯塚雅弓の超ラジ!（その後、2009年（平成21年）4月1日で終了。）
- 鈴木久美子の超ラジ!（その後、2008年（平成20年）4月3日で終了。）
- 鷲崎健の超ラジ!（その後、2010年（平成22年）10月1日で終了。）

など。
文化放送制作アニラジ番組のサイマルプログラム
- 水樹奈々 スマイルギャング（2007年（平成19年）3月～8月。その後文化放送プラスでのデジタルラジオ配信スタートまでは地上波のみで放送。）
- 堀江由衣の天使のたまご（2007年（平成19年）3月～8月。その後文化放送プラスでのデジタルラジオ配信スタートまでは地上波のみで放送。）

NACK5制作番組
- THE GREATEST HITS!（2009年（平成21年）3月30日まで月曜日18:00-19:00。リピート放送:2009年（平成21年）4月4日までの土曜日24:00-25:00。）
- GOLD HITS REFRAIN（2009年（平成21年）3月31日まで火曜日18:00-19:00。リピート放送:2009年（平成21年）4月4日までの土曜日25:00-26:00。）
- Soul, R＆B Cruise （2009年（平成21年）4月1日までの水曜日18:00-19:00。リピート放送:2009年（平成21年）4月5日までの日曜日06:00-07:00。）
- Goo Goo RADIO（2009年（平成21年）4月2日までの木曜日18:00-19:00。リピート放送:2009年（平成21年）4月5日までの日曜日23:00-24:00。）
- Music Tavigation（2009年（平成21年）4月3日までの金曜日18:00-19:00。リピート放送:2009年（平成21年）4月5日までの日曜日24:00-25:00。）
- BEST HIT USA（2009年（平成21年）4月4日までの土曜日18:00-19:00。）

UNIQue the RADIO制作番組
- Juicy Style buono!buono!（2009年（平成21年）4月1日までの水曜日19:00-20:00。リピート放送:2009年（平成21年）4月4日までの土曜日06:00-07:00、2009年（平成21年）4月5日までの日曜日 09:00-10:00）